# 佐々木八十八

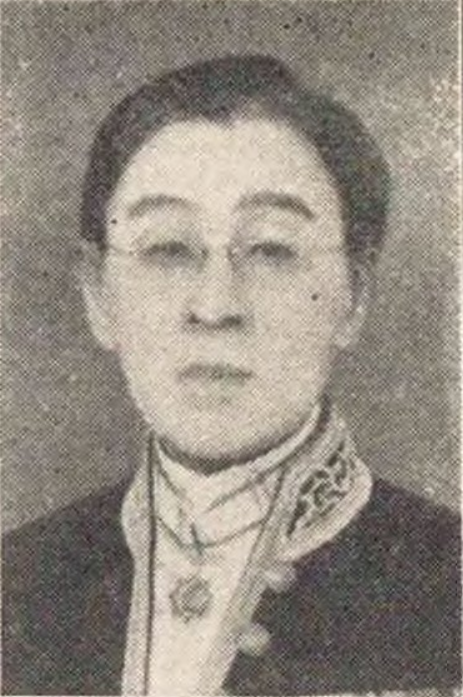
佐々木八十八

佐々木 八十八（ささき やそはち、1874年（明治7年）5月3日 - 1957年（昭和32年）9月19日）は、日本の実業家、政治家。佐々木営業部（のちのレナウン）の創業者で、大阪府多額納税者であり、貴族院多額納税者議員、台湾移出同盟会会長なども務めた。娘にファミリア創業者の坂野惇子。

## 生涯
京都の12代、もしくは11代続いた豪商・佐々木家に生まれる。父親は10代目当主佐々木弥助の没後佐々木家に入夫してを弥助を継いだ宮島源三郞。子供の頃より貿易に従事することを志し、1890年（明治23年）に舶来雑貨商社に入社した。11代目となるはずだった異父兄の友治郞が夭折したため1892年（明治31年）に佐々木家家督を継ぐ。
1902年（明治35年）4月、大阪にて資本金2万円にて舶来雑貨商として個人商店の「佐々木八十八営業部」を設立する。ただし、『日本の流通100年』には設立は2月で資本金500円にて、屋号も「佐々木営業部」とある。当初の取扱商品は毛製肌着、香水、かみそり、毛布、羽根ブトン、タオル、帽子、ネクタイなどであった。商売は軌道に乗り、神戸に住居を構えて1918年（大正7年）には三女の惇子（後にファミリア創業者となる坂野惇子）が生まれている。
1922年（大正11年）4月、イギリスのエドワード王太子が巡洋戦艦レナウンに乗船して訪日した際、佐々木は同艦の艦名を気に入って「レナウン」の商標登録を指示したが、これについては以前から国産ブランド確立のためブランド名を探していたとみられる。1923年（大正12年）、レナウンの商標登録に成功し、「昔舶来、今レナウン」などのキャッチコピーが使われている。同年には大阪市東区会議員になり、会社経営を尾上設蔵に任せて政界に進む。
1931年（昭和6年）大阪府多額納税者として補欠選挙で互選され、8月31日には貴族院多額納税者議員になる。立憲政友会系統の同和会に属して同会幹事に選ばれ、帝国議会貴族院議事経過報告書を取りまとめた。1941年（昭和16年）1月13日付けの大阪毎日新聞では、政府より「時局突破の協力要請」に選ばれた貴族院議員54名の一人として名前が挙がっている。1947年（昭和22年）5月2日、貴族院の廃止に伴い同院議員を退任した。
なお、その後の「佐々木八十八営業部」は、1926年（大正15年）に「佐々木営業部」に商号を変更し、同年、高級メリヤス製品の製造業として「レナウン・メリヤス工業株式会社」を関連会社として設立、脱輸入・国産化に取り組む。1931年には東京・日本橋に「株式会社東京佐々木営業部」、1935年（昭和10年）には大阪にも「株式会社大阪佐々木営業部」を設立する。1938年（昭和13年）、東京・大阪の両企業を「株式会社佐々木営業部」に合併し、また東京市蒲田区羽田（現・東京都大田区羽田）に大規模メリヤス工場を完成させた。この頃、名実ともに高級メリヤス製造にて佐々木の企業は日本トップになっていたとみられる。戦時中の1942年（昭和17年）にはレナウン・メリヤス工業株式会社が東京編織株式会社と改称（陸軍被服本省監督工場、軍需被服製造）。1944年（昭和19年）に企業再建整備法によって「江商株式会社」（現・兼松）に吸収合併され（ただし、企業再建整備法の成立は戦後の1946年（昭和21年）である）、一旦佐々木営業部は消滅（戦後の1947年（昭和22年）9月、佐々木八十八の意向を受けて独立・再発足）。

## 家族
- 妻 - リヨウ。大阪の雲川五兵衞の妹。八十八との間に三男三女をもうけた。
- 長男 - 隆一。1903年生。妻の日佐子は子爵小笠原長生の四女。日佐子の兄に小笠原明峰、小笠原章二郎、小笠原長勝がいる。
- 次女 - 智恵子。1903年生。神戸女学院卒。夫は三浦義次（美作勝山藩最後の当主で子爵三浦顕次の孫）。
- 三男 -迪怜。1914年生。妻・紀子は伯爵烏丸光亨の孫。
- 三女 - 惇子1918年生。夫は坂野兼通の七男。

## 交友関係
徳富蘇峰との交友があり、徳富蘇峰記念館には7通の書簡が残されている。

## 著作物等
- 『第66回（臨時）帝国議会貴族院議事経過報告書』 - 国立国会図書館デジタルコレクション 2016N年10月6日閲覧
- 『第68-69回帝国議会貴族院議事経過報告書』 - 国立国会図書館デジタルコレクション 2016N年10月6日閲覧